# البواب الجديد (فلم 1914)
البواب الجديد (بالإنجليزية: The New Janitor)، يعرف أيضا باسم (تشارلي البواب)، وهو فيلم كوميدي أمريكي صامت من عام 1914 تأليف وإخراج وبطولة تشارلي تشابلن، تم إنتاجه في استوديوهات كيستون.

## القصة
في هذا الفيلم، يُطرد المتشرد، البواب، من عمله لأنه أسقط دلو الماء عن طريق الخطأ من النافذة ليسقط على رئيسه كبير المصرفيين (داندي). وفي الوقت نفسه يتعرض أحد المديرين الصغار (ديلون) للتهديد بالكشف عن حقيقته من قبل وكيل المراهنات الخاص به بسبب ديونه غير المسددة من المقامرة، وبالتالي يقرر سرقة الشركة. ويقبض عليه متلبسًا بسرقة الخزنة من قبل سكرتير البنك (كاروثرز)، الذي يُهدد بمسدس وبالتالي يضغط على زر البواب طلبًا للمساعدة. يأتي المتشرد لإنقاذه ويحصل على مسدس المدير، لكن كبير المصرفيين ورجل شرطة يعتبرانه اللص. ويشرح السكرتير الحقيقة للمصرفي الرئيسي. في النهاية يجري القبض على المدير ويكافأ المتشرد من قبل كبير المصرفيين على عمله البطولي.

## طاقم التمثيل
- تشارلي تشابلن - البواب
- جيس داندي - رئيس البنك
- جون تي ديلون - المدير الشرير
- آل سانت جون - صبي المصعد
- هيلين كاروثرز - سكرتيرة البنك

## وصلات خارجية
- مقالات تستعمل روابط فنية بلا صلة مع ويكي بيانات